# Qadirpur Ran
Qadirpur Ran é uma cidade do Paquistão localizada na província de Punjab.